# Varun Tej
Konidela Varun Tej (nacido el 19 de enero de 1990) es un actor indio que trabaja en películas en telugu . Nacido dentro de la familia Allu-Konidela, es hijo del actor Nagendra Babu. Hasta la fecha ha protagonizado en 13 películas.
Tej hizo su debut como actor en 2014 con Mukunda. Fue un fracaso de taquilla así como sus siguientes tres estrenos, aunque recibió elogios por aparecer en la película de guerra aclamada por la crítica, Kanche (2015) de Krish. Se consagró como actor principal con el drama romántico Fidaa (2017), un gran éxito tanto para críticos como el público. Desde entonces, Tej ha protagonizado en películas como Tholi Prema (2018), Gaddalakonda Ganesh (2019), F2 (2019) y F3 (2022).

## Primeros años de vida
Varun Tej es hijo del actor y productor telugu Nagendra Babu. Es sobrino de los actores Chiranjeevi y Pawan Kalyan. Su hermana menor, Niharika, también es actriz. Los actores Ram Charan, Allu Arjun, Allu Sirish, Sai Tej y Panja Vaisshnav Tej son sus primos. Fue educado en Bharatiya Vidya Bhavan, Jubilee Hills, Hyderabad, y en St. Mary's College, Hyderabad.

## Carrera
Tej debutó como un niño actor en la película Hands Up! de su padre Nagendra Babu cuando apenas tenía diez años. Hizo su debut adulto con Mukunda, protagonizada junto a la también recién llegada Pooja Hegde . La película obtuvo críticas mixtas. Su segunda aparición fue dentro de la película de guerra Kanche de 2015, protagonizada junto a Pragya Jaiswal, la cual recibió críticas positivas de los críticos. La actuación de Tej como Dhupati Haribabu fue elogiada por The Times of India alabando su "capacidad para cambiar de marcha de la intensidad a la sobriedad". Su segundo estreno ese año, Loafer, fue un fracaso de taquilla, junto con su estreno de 2017 Mister .
La segunda mitad de 2017 vio el lanzamiento de Fidaa, donde interpretó a un NRI que se enamora de una mujer del pueblo. La película fue un éxito comercial y recaudó más de ₹90 millones en taquilla. Su lanzamiento de 2018, Tholi Prema, también fue un éxito de taquilla y la actuación de Tej como un joven impulsivo fue muy apreciada. Su siguiente película ese año fue el suspenso espacial Antariksham 9000 KMPH, dirigido por Sankalp Reddy .
En 2019, el primer estreno de Tej fue F2: Fun and Frustration, con estrellas como Venkatesh, Tamannaah y Mehreen Pirzada, quienes también forman parte de esta película que es un gran éxito de taquilla. Después de F2, realizó un doblaje para el papel de Aladdin en la película Aladdin en telugu. Más tarde protagonizó Gaddalakonda Ganesh , una nueva versión de la película tamil Jigarthanda, dirigida por Harish Shankar, que tuvo éxito en taquilla.
A partir de enero de 2020, Tej tiene dos películas en producción, Ghani y la secuela de F2, F3. Tej interpretará el papel de un boxeador en Ghani, dirigida por Kiran Korrapati. 

## Vida personal
Varun Tej se comprometió con la actriz lavanya tripathi el 9 de junio de 2023, están cercanos a casarse.

## Filmografía
| * | Denota películas que aún no se estrenan. |

| Año  | Título                      | Papel                      | notas                          | Ref.   |
| ---- | --------------------------- | -------------------------- | ------------------------------ | ------ |
| 2000 | ¡Manos arriba!              | varun                      | niño actor                     |        |
| 2014 | Mukunda                     | Mukunda                    | Debut como papel principal     |        |
| 2015 | Kanché                      | Dhupati Hari Babu          |                                |        |
| 2015 | Mocasín                     | Raja Murali                |                                |        |
| 2017 | Señor                       | Pichchaiah Naidu / Chai    |                                |        |
| 2017 | fidaa                       | Varun                      |                                |        |
| 2018 | Tholi Prema                 | Aditya Sekhar              |                                |        |
| 2018 | Antariksham 9000 KMPH       | desarrollador              |                                |        |
| 2018 | Nanna Koochi                | -                          | Narrador; serie web sobre ZEE5 |        |
| 2019 | F2: Diversión y Frustración | Varun Yadav                |                                |        |
| 2019 | Aladino                     | Aladino (voz)              | Versión doblada al telugu      | [ 15 ] |
| 2019 | Gaddalakonda Ganesh         | Gaddalakonda "Gani" Ganesh |                                |        |
| 2022 | Ghani                       | Ghani                      |                                | [ 12 ] |
| 2022 | F3: Diversión y Frustración | Varun Yadav                |                                | [ 13 ] |
| 2023 | Gandeevadhari Arjuna *      | Arjun Varma                |                                |        |

### Programas de televisión
| Año  | Espectáculos | Papel    | Canal    | Notas    |
| ---- | ------------ | -------- | -------- | -------- |
| 2019 | Gran jefe 3  | Él mismo | Star Maa | Invitado |

## Premios y nominaciones
| Año  | Premio                                              | Categoría                   | Película            | Resultado | Ref.   |
| ---- | --------------------------------------------------- | --------------------------- | ------------------- | --------- | ------ |
| 2015 | Premios internacionales de cine del sur de la India | Mejor actor - Telugu        | Kanché              | Nominado  | [ 16 ] |
| 2017 | Premios de oro Zee Telugu                           | Artista del año (masculino) | fidaa               | Nominado  | [ 17 ] |
| 2018 | Premios Zee Cine Telugu                             | Mejor actor de cine         | Tholi Prema         | Nominado  | [ 18 ] |
| 2019 | Premios internacionales de cine del sur de la India | Mejor actor - Telugu        | Gaddalakonda Ganesh | Nominado  | [ 19 ] |